# Oliete
Oliete is een gemeente in de Spaanse provincie Teruel in de regio Aragón met een oppervlakte van 85,48 km². Oliete telt 365 inwoners (1 januari 2016).